# Velký Kavkaz
Velký Kavkaz (rusky Большой Кавказ – Bol'šoj Kavkaz, gruzínsky დიდი კავკასიონი – Didi Kavkasioni, ázerbájdžánsky Böyük Qafqaz) je severní a vyšší část kavkazského horského systému.

## Geografický popis

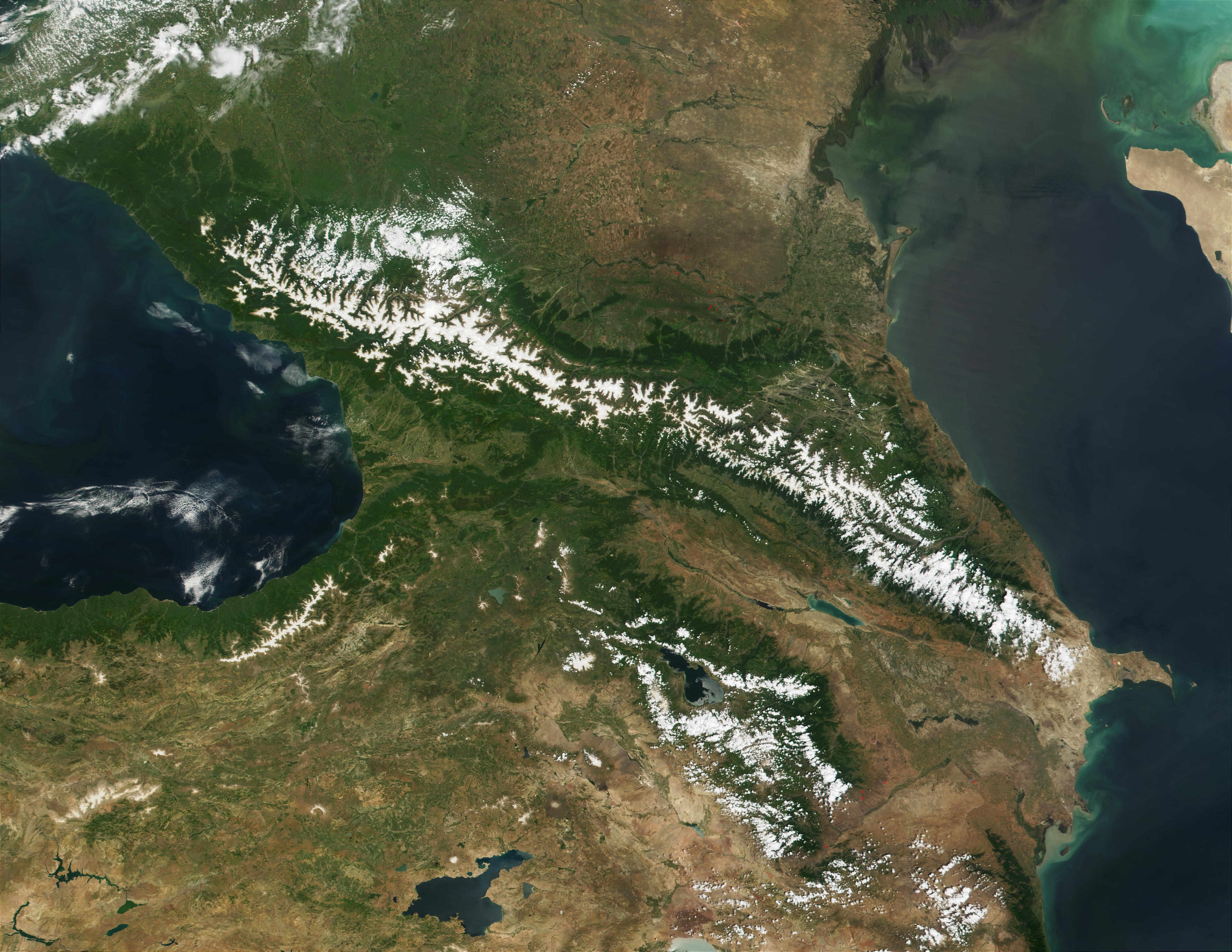
Satelitní snímek Kavkazu

Táhne se v délce 1100 km a šířce kolem 150 km od severozápadu k jihovýchodu. Na západní straně se Velký Kavkaz počíná u Tamanského poloostrova, který poblíž jihoruského města Novorossijsk odděluje Černé a Azovské moře, na východě jej zakončuje poloostrov Apšeronský s ázerbájdžánskou metropolí Baku, vybíhající do Kaspického moře.
Řada vrcholů ve střední části Velkého Kavkazu přesahuje výšku 5 000 m. Nejvyšší horou tohoto pohoří, Kabardsko-balkarské republiky a celé Ruské federace je 5642 m vysoký Elbrus. Dalšími hlavními vrcholy jsou Dychtau (5203 m), potom Šchara (5201 m), která je nejvyšším bodem Gruzie, a Kazbek (5033 m). Horstvo obsahuje množství ledovců, které dohromady zaujímají více než 1000 km², zvláště na severních svazích. Západní část pohoří, oplývající srážkami (v Abcházii místy dosahují roční srážkové úhrny 4 000 mm), je hustě zalesněná (listnaté lesy do 1500 m n. m., výše jehličnaté, pak polonina). Suchá východní část Velkého Kavkazu zalesněná není.

## Členění
V podélném (severozápado-jihovýchodním) směru se Velký Kavkaz obvykle rozděluje do tří pásem:
- Osové pásmo Velkého Kavkazu tvoří:
  - hlavní kavkazský (rozvodný) hřeben s výškou přes 3 500 m n. m. a nejvyšším vrcholem Šchara
  - na severní straně paralelně s ním probíhající boční kavkazský hřbet s nejvyššími vrcholy Kavkazu a nejvyšší horou Elbrus
- Severní pásmo zahrnuje (zejména v západní a centrální části Velkého Kavkazu) systém paralelních hřbetů s převážně strmými jižními svahy a pozvolna se snižujícími severními svahy:
  - Skalistý hřbet (rusky Скалистый хребет, 3300–3600 m)
  - Pastevní hřbet (rusky Пастбищный хребет, 1200–1500 m) – mezi Skalistým hřbetem a Černými horami
  - Černé hory (rusky Лесистый хребет, 600–1300 m) – hustě zalesněné, táhnoucí se severně ve vzdálenosti 18–64 km od hlavního hřebene
- Jižní pásmo Velkého Kavkazu tvoří hřebeny přiléhající z jihu k hlavnímu kavkazskému hřebenu. V Ázerbájdžánu se na jižních svazích nachází Státní přírodní rezervace İsmayıllı.

Tradičně je Velký Kavkaz příčně rozdělen na tři části:
- Západní Kavkaz – úsek mezi Černým mořem a úpatím hory Elbrus
- Centrální Kavkaz – úsek s horami Elbrus a Kazbek (včetně)
- Východní Kavkaz – úsek od úpatí Kazbeku ke Kaspickému moři

## Podnebí
Hlavní kavkazský hřeben, který někteří považují za rozhraní Evropy a Asie (jiní tuto hranici kladou na severní úpatí a podle v Česku běžné koncepce hranici tvoří Kumomanyčská propadlina), představuje zároveň výrazný klimatický předěl mezi mírným podnebným pásmem na severu a subtropickou oblastí na jihu (např. zima v západním Zakavkazsku je o 7–8 °C teplejší než v Předkavkazsku).

## Komunikace

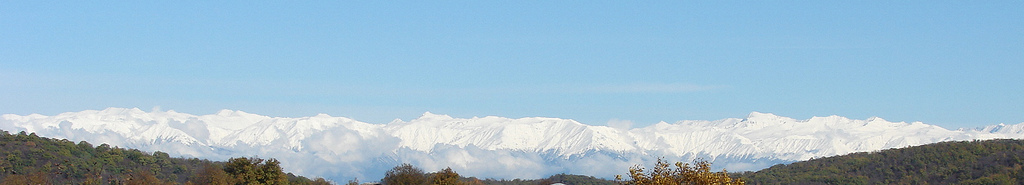
Zasněžené vrcholy Velkého Kavkazu. Pohled z jižní, gruzínské strany

Přes hlavní kavkazský hřeben prochází několik důležitých komunikací mezi Ruskem a Gruzií. Gruzínská vojenská cesta přes Křížový průsmyk (2384 m) vede z Vladikavkazu do Tbilisi, Transkavkazská magistrála mezi Severní a Jižní Osetií ve výšce 1200 m prochází 3,6 km dlouhým Rokským tunelem u Rokského průsmyku, Osetská vojenská silnice přes Mamisonský průsmyk (2829 m) spojuje Alagir s Kutaisi v západní Gruzií, Kluchorský průsmyk (2781 m) umožňuje přechod do strategicky důležitého Kodorského údolí ve východní Abcházii a Kodorský průsmyk (2365 m) je spojnicí mezi Dagestánem a východní Gruzií.